# Ветухов, Алексей Васильевич
Ветухов Алексей Васильевич (15(27).3.1869, слобода Терновая Волчанского уезда Харьковской губернии — 10.12.1941, Харьков) — украинский фольклорист, лингвист, литературовед, педагог, представитель Харьковской лингвистической школы.

## Биография
Родился в слободе Терновая Волчанского уезда Харьковской губернии в семье священника, окончил историко-филологический факультет Харьковского университета, где был одним из последних учеников Александра Потебни. В течение последующих лет преподавал русский язык в университете и других учебных заведениях Харькова, занимаясь одновременно исследованием фольклора и обычаев. Продолжая развивать идеи Потебни, осуществил исследование детских колыбельных, заговоров и оберегов разных народов, пытаясь проанализировать их не только как филолог, но и как этнопсихолог — подход новаторский в то время. Алексею Ветухову принадлежит также одна из первых научных попыток рассмотреть украинские и русские народные говоры Слобожанщины, описать их особенности и взаимодействие друг с другом. В феврале 1917 года в Харькове широко отмечалось 25-летие педагогической и научной деятельности Ветухова, в связи с чем он получил многочисленные поздравления от коллег и учеников.
В 1900-е годы Алексей Ветухов был близок к правым силам Харькова и сотрудничал с издательством «Мирный труд». Во время Гражданской войны и занятия Харькова ВСЮР, Алексей Ветухов был избран в Харьковскую городскую думу по списку беспартийных.
В 1920-е годы Ветухов руководил Секцией этнологии и краеведения Харьковской научно-исследовательской кафедры истории украинской культуры (создана в 1921 году под руководством академика Д. И. Багалея); читал в Харьковском институте народного образования (ХИНО) новый курс «Этнография-этнология»; ведал подготовкой краеведов; выступал за создание науки, которая позволит установить связь между этнографией, этнологией и краеведением. Ветухов входил в комитет, созданный для издания сочинений Потебни, и продолжал пропагандировать его наследие в своих работах. В январе 1921 года при ХИНО было создано Научное общество, в котором Ветухов участвовал вместе с Н. Ф. Сумцовым, Д. И. Багалеем, М. В. Довнар-Запольским, Е. Г. Кагаровым, А. И. Белецким и др. учеными. Вместе с Д. К. Зелениным и Л. А. Булаховским Ветухов входил в состав комиссии по прикладному языкознанию, созданной в марте 1924 года при научно-исследовательской кафедре языкознания ХИНО для разработки методики преподавания родного языка в школах. Заседания комиссии были открытыми и проходили в присутствии школьных учителей.
В 1922 году Ветухов был арестован ГПУ, предполагалась его высылка в Архангельскую область, однако его отпустили в результате заступничества коллег. Несмотря на научно-педагогические заслуги, Ветухову было отказано в присвоении научного звания по сумме опубликованных работ. Только 17 февраля 1941 года он получил из Академии наук уведомление о том, что ему назначается персональная пенсия.
Сын — Михаил (1902—1959), биолог, ректор Харьковского университета в 1942—1943. Дочь — Антонина (1904—1971), ботаник.

## Работы
- Ветухов А. В., А. А. Потебня, Харьков, 1896
- Ветухов А. В., Материалы комитета о кобзарях и лирниках — Харьков, 1902
- Ветухов А. В., Заговоры, заклинания, обереги и другие виды народного врачевания, основанные на вере в силу слова. (Из истории мысли). Вып. I—II
- Ветухов А. В., Говор слободы Алексеевки Старобельского уезда Харьковской губернии
- Ветухов А. В., Языки некультурных народов. [Рец. на] Погодин, проф. Язык как творчество. Харьков, 1913. — 1913
- Ветухов А. В., Язык эльберфельдских лошадей, «грамотных, мыслящих», и язык человека. [Рец. на] Погодин, проф. Язык как творчество. Харьков, 1913. — 1913
- Ветухов А. В., Прошлое родного языка и основы строения слова и речи — Харьков, 1913
- Ветухов А. В., [Рец. на] Соболев А. Н., свящ. Загробный мир по древнерусским представлениям. Сергиев Посад, 1913. — 1913